# 애리조나 카디널스
애리조나 카디널스(Arizona Cardinals)는 1898년 창단한 미국 애리조나주 피닉스 교외도시 글렌데일의 프로 미식 축구 팀이다. 현재 내셔널 풋볼 리그(NFL) 내셔널 풋볼 콘퍼런스(NFC) 서부지구에 참가하고 있으며 미국의 프로 미식축구팀 중 가장 오랜 역사를 가진 팀 중 하나이다. 홈구장은 스테이트 팜 스타디움이며 1925년과 1947년, 두번의 우승 기록을 가지고 있다.